# Jod
Jod o iod (maiuscolo Ϳ, minuscolo ϳ), nella scrittura greca, è un segno grafico introdotto dai linguisti nell'Ottocento sulla base della lettera j dell'alfabeto latino per rappresentare il fonema /j/ nella lingua greca arcaica, suono semiconsonantico corrispondente a "i" seguita da vocale (es. ieri). La perdita di questo fonema nel greco antico si è verificata in epoca molto antica e non si conosce il grafema originario, sempre che sia esistito.
Lo jod è usato nella lingua arvanitica.

## Usi dello jod
Il grafema ϳ è utilizzato per lo più nella grammatica storica del greco antico, per spiegare alcuni fenomeni linguistici ricostruendo vari ed importanti processi fonetici e morfologici.
Lo jod infatti subisce esiti vari in diverse circostanze:
- in principio di parola cade lasciando uno spirito aspro o ζ:
  - *ϳηπαρ > ἧπαρ (fegato)
  - *ϳυμη > ζύμη (lievito)
- in posizione intervocalica può:
  - vocalizzarsi:
    - *ἀληθεσϳα > *ἀληθεϳα > ἀλήθεια (verità)

  - cadere determinando l'allungamento della vocale precedente:
    - *διϳος > δῑος (divino)

  - cadere senza lasciare traccia:
    - *πολεϳες > *πολεες > πόλεις (città, plurale)

- quando preceduta da una o più consonanti scompare con risultati diversi:
  - γ + ϳ > σσ(ττ) oppure ζ
  - δ + ϳ > ζ
  - κ, χ + ϳ > σσ(ττ)
  - λ + ϳ > λλ
  - π, φ + ϳ > πτ
  - αν, εν + ϳ > αιν, ειν
  - ῐν, ῠν + ϳ > ῑν, ῡν
  - αρ, ερ + ϳ > αιρ, ειρ
  - ῐρ, ῠρ + ϳ > ῑρ, ῡρ

### Esempi
Il verbo in -μι della prima classe ἵημι, da cui ricaviamo il tema temporale presente ἱε. Questo perché come alcuni verbi in -μι della prima classe utilizzano la consonante del tema verbale preponendola allo stesso tema e aggiungendo una ι. In questo caso il tema verbale è ϳε, ma ricavando ϳιϳε vediamo che la jod cade lasciando uno spirito aspro sulla ι, ovvero ιε per il tema temporale presente e ἵημι con spirito aspro come presente indicativo attivo della prima persona singolare (e allungamento della vocale).

## Unicode
| Forma | Codice | Nome                  |
| ----- | ------ | --------------------- |
| Ϳ     | U+037F | LETTERA MAIUSCOLA YOT |
| ϳ     | U+03F3 | LETTERA MINUSCOLA YOT |